# Parapoynx
Parapoynx là một chi bướm đêm thuộc họ Crambidae.

## Các loài
- Parapoynx affinialis Guenée, 1854
- Parapoynx allionealis (Walker, 1859)
- Parapoynx andalusicum Speidel, 1982
- Parapoynx andreusialis (Hampson, 1912)
- Parapoynx azialis (Druce, 1896)
- Parapoynx badiusalis (Walker, 1859)
- Parapoynx bilinealis (Snellen, 1876)
- Parapoynx bipunctalis (Hampson, 1906)
- Parapoynx candida You & Li in You & Li, 2005
- Parapoynx crisonalis (Walker, 1859)
- Parapoynx curviferalis (Walker, 1866)
- Parapoynx dentizonalis (Hampson, 1897)
- Parapoynx diminutalis Snellen, 1880
- Parapoynx discoloralis (Walker, 1866)
- Parapoynx distinctalis Snellen, 1875
- Parapoynx effrenatalis Berg, 1876
- Parapoynx endoralis (Walker, 1859)
- Parapoynx epimochla (Turner, 1908)
- Parapoynx euryscia (Meyrick, 1885)
- Parapoynx flavimarginalis Warren, 1889
- Parapoynx fluctuosalis (Zeller, 1852)
- Parapoynx fregonalis Snellen, 1880
- Parapoynx fulguralis (Caradja & Meyrick, 1934)
- Parapoynx fusalis (Hampson, 1896)
- Parapoynx fuscicostalis (Hampson, 1896)
- Parapoynx gualbertalis (Schaus, 1924)
- Parapoynx guenealis Snellen, 1875
- Parapoynx indomitalis Berg, 1876
- Parapoynx ingridae Guillermet, 2004
- Parapoynx insectalis (Pryer, 1877)
- Parapoynx leucographa Speidel, 2003
- Parapoynx leucostola (Hampson, 1896)
- Parapoynx likiangalis (Caradja in Caradja & Meyrick, 1937)
- Parapoynx longialata Yoshiyasu, 1983
- Parapoynx maculalis Clemens, 1860
- Parapoynx medusalis (Walker, 1859)
- Parapoynx minoralis (Mabille, 1881)
- Parapoynx moriutii Yoshiyasu, 2005
- Parapoynx nivalis (Denis & Schiffermüller, 1775)
- Parapoynx obscuralis (Grote, 1881)
- Parapoynx ophiaula (Meyrick, 1936)
- Parapoynx panpenealis (Dyar, 1924)
- Parapoynx plumbefusalis (Hampson, 1917)
- Parapoynx polydectalis (Walker, 1859)
- Parapoynx pycnarmonides Speidel, 2003
- Parapoynx qujingalis Chen, Song & Wu, 2006
- Parapoynx rectilinealis Yoshiyasu, 1985
- Parapoynx restingalis Da Silva & Nessimian, 1990
- Parapoynx seminealis (Walker, 1859)
- Parapoynx sinuosa (T. P. Lucas, 1892)
- Parapoynx stagnalis (Zeller, 1852)
- Parapoynx stratiotata (Linnaeus, 1758) – ringed china-mark
- Parapoynx tenebralis (Lower, 1902)
- Parapoynx tullialis (Walker, 1859)
- Parapoynx ussuriensis (Rebel, 1910)
- Parapoynx villidalis (Walker, 1859)
- Parapoynx vittalis (Bremer, 1864)
- Parapoynx votalis (Walker, 1859)
- Parapoynx zambiensis Agassiz, 2012

## Former species
- Parapoynx circealis (Walker, 1859)
- Parapoynx maroccana Speidel, 1982
- Parapoynx tedyuscongalis Clemens, 1860